# Уфимская неделя
«Уфимская неделя» — еженедельная российская вечерняя газета, распространяющаяся в Уфе и её пригородах.
Является приложением к газете «Вечерняя Уфа» и выходит по четвергам. Выпускается в формате А3 и содержит 16-24 полосы.
Газета освещает события в Уфе и Республике Башкортостан. Публикует программы передач эфирного и кабельного телевидения.